# Kosy-Słobidka
Kosy-Słobidka (ukr. Коси-Слобідка) – wieś na Ukrainie, w obwodzie odeskim, w rejonie podolskim. W 2001 liczyła 140 mieszkańców, spośród których 137 posługiwało się językiem ukraińskim, 1 rosyjskim, a 2 mołdawskim.